# ブリッジシステムエンジニア
ブリッジシステムエンジニアは日本やアジアのIT業界で使われているITリソースとしてのカテゴリ又は職種の通称。
和製英語で『ブリッジ』を行う『システムエンジニア』の意。別名として『ブリッジエンジニア』『BrSE』『ブリッジSE』などがある。

## 概要
グローバルなプロジェクト環境下において、ITと異分野・異業界との架け橋となり融合を行い、製品やサービスをプロジェクトチームとして生み出す人材を指す。

## 類似
システムエンジニアとの相違
『ブリッジシステムエンジニア』はITと異分野・異業界の架け橋として、『異分野とITの融合』をチームとして行うことにより重点を置いている。また、プロジェクトチームが自然言語の違うグローバルなチームで構成される環境下においては、チームとしての生産性向上・品質確保を担保したデリバリを行うためのソリューションを展開しながら自然言語の壁を排して情報の橋渡しをすることが求められる。そのため、一般的なシステムエンジニアと比較して、ビジネス分析、交渉、スコープ＆デリバリ、市場特性に合わせた自然言語の実践基礎能力がより要求される。
IT融合人材との相違
IT融合人材は『異分野とITの融合領域において、イノベーションを創出し新たな製品やサービスを自ら生み出す人材』を目指しているが、ブリッジシステムエンジニアは、イノベーションよりもチームとしての生産性向上・品質確保により重点を置いている点などが異なる。
コミュニケータとの相違
コミュニケータはプロジェクトチームが自然言語の違うグローバルなチームで構成される環境下で『グローバルチーム間の情報の受け渡し』を行う人材であるが、『ブリッジシステムエンジニア』はただ情報の翻訳・通訳を介した受け渡しを行うのではなく、チームとしての生産性向上・品質確保を担保したデリバリを行うためのソリューションを展開しながら『情報の橋渡し』をする点などが異なる。

## 作業内容
一般にIT業界における『開発』『サービス』『獲得（調達）』領域の実践がその業務の多くを占める。

## 求められる実践基礎能力とその目標
『開発』『サービス』『獲得（調達）』領域におけるITリソース実践基礎能力とマーケット特性対応能力が求められる。
ITリソース実践基礎能力とその目標
ビジネス分析
ビジネス、サービス、製品について、顧客をはじめとするステークホールダの要求などをヒアリングし、分析、構成、検証することで、要件を開発する。又、業務オペレーションのコンセプトとシナリオを確立し、サービスの依存関係を識別し、サービス継続計画を立案し、戦略的サービス管理などにおいて適切な支援を行う。
交渉
顧客とのサービスの合意を確立し、プロジェクトメンバをはじめとした供給者との合意を確立し、供給者（メンバなど）の選択を成功裏行う。ステークホールダ間の相互理解を支援し、問題を解決に導く。
スコープとデリバリ
顧客からのサービスリクエスト受理とデリバリを円滑に行う。顧客へデリバリする前に、作業成果物のレビューを実施し、検証し、要件と作業成果物間のトレースを行い、作業成果物と要件の整合を確実行う。
技術チームリード
技術チームをリードし、メンバに洞察を与えサポートし、適切な技術的解決案を選定し、技術的なソリューションの提供を円滑にする。また組織としてのプロセスを有効活用し、プロセスの導入を円滑行う。また、発生した問題の切り分けなどの支援を行う。
技術解
技術的な解決を行う。インターフェース、可用性、コンフィグレーション、変更のトラッキングなどの適切な管理運用、作業手順の定義と改善。製品の設計・実装とサービス移行、デプロイなどの運用における技術的課題を円滑に解決する。
プロジェクト調和
インシデントに対する解決と予防措置、終結に向けての是正措置の管理、リスク管理、組織トレーニング、定量的プロジェクトの管理、解決方法の評価、品質・プロセス含めたパフォーマンスベースラインとモデルを確立などを行う。
プロジェクトリード
プロジェクト計画開発、事業パフォーマンスの管理支援、改善のインプリメント、概算見積り、計画に対しての成果のモニタリング、コミットメント管理などを行う。
マーケット特性対応能力とその目標
自然言語能力
顧客の自然言語を用いて顧客のビジネスマナーを尊守し、顧客との円滑なコミュニケーションを形成する。一般的にビジネス言語能力試験などの資格制度により測量される。
業種業界知見
顧客の業界を自ら分析し、理解し習得する。一般的に顧客の業種・業界団体における資格制度などにより測量される。